# Capital Indoor Stadium

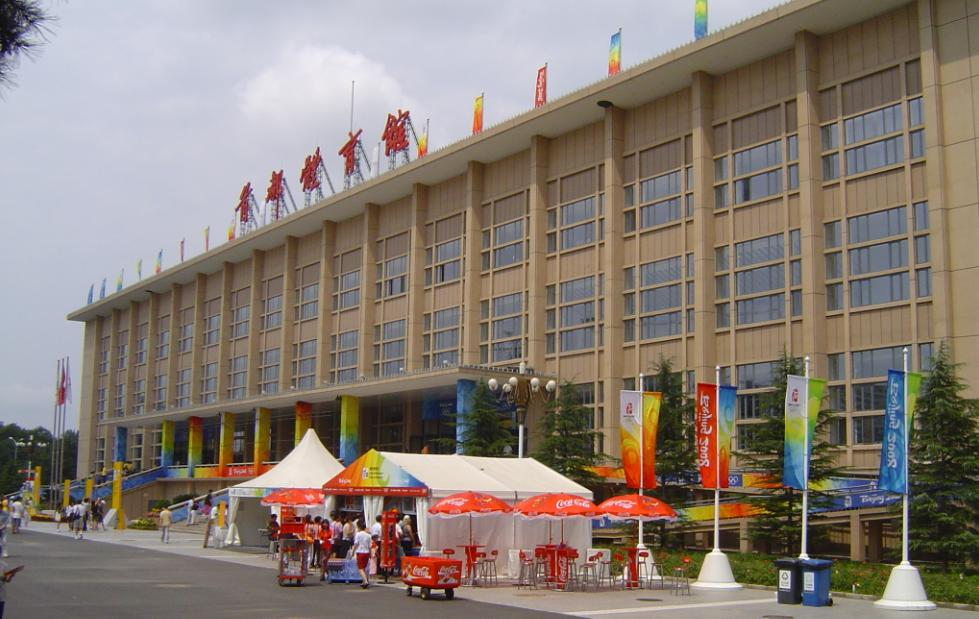
Capital Indoor Stadium

Capital Indoor Stadium (chiń. upr. 首都体育馆; chiń. trad. 首都體育館; pinyin Shǒudū Tǐyùguǎn) – hala sportowa do gry w siatkówkę znajdująca się w stolicy Chin, Pekinie. Obiekt został wybudowany w 1968 r. Przebudowa hali, na potrzeby Letnich Igrzysk Olimpijskich 2008, zakończyła się pod koniec 2007 r. Może ona pomieścić 17 345 widzów. Powierzchnia, jaką zajmuje hala, wynosi 54 707 m² (przed przebudową: 53 000 m²).